# جوف الحبلة (بكيل المير)

تعديل مصدري - تعديل

جوف الحبلة هي إحدى قرى عزلة العطن بمديرية بكيل المير التابعة لمحافظة حجة، بلغ تعداد سكانها 79 نسمة حسب تعداد اليمن لعام 2004.